# Wagner Lilla
Wagner Lilla, férjezett Vészi Mátyásné (Budapest, 1903. szeptember 17. – London, 1978. január 22.) magyar író, pszichológus, szociológus, pszichoanalitikus, könyvtáros.

## Élete
Budapesten született Wagner Marcell (1864–1938) mérnök és Lőwy Mária/Melánia (1873–1945) gyermekeként izraelita családban. Anyai nagyszülei Lőwy Mór (1831-1903) nagybirtokos és Jónás Jozefa. Középiskolai tanulmányait az Országos Nőképző Egyesület Veres Pálné leánygimnáziumában végezte. A szegedi Ferenc József Tudományegyetemen filozófiát, pszichológiát és esztétikát is hallgatott, majd bölcsészettudományi doktorátust szerzett 1926-ban. Az 1930-as években a Magyar Pszichológiai Társaság, továbbá a Vajda János Társaság elnöki tanácsának is tagja volt, jogi és lélektani tárgyú tanulmányokat írt, emellett pedig szépirodalmi alkotásai is voltak. 1951-ben Londonba disszidált férjével, Vészi Mátyással együtt, ahol könyvtárosként, továbbá tudományos asszisztensként, és a brit Pszichoanalitikus Társaság tagjaként működött. Tanulmányai jelentek meg brit, amerikai, és német folyóiratokban is. Magyar nyelvű alkotásai közül Petőfi költészetét pszichoanalízissel vizsgáló munkája jelentős.

## Főbb művei
- Az ügyvédi hivatás művészetéről (Vészi Mátyással, Budapest, 1929)
- Júlia, Augustus leánya (regény, Budapest, 1931)
- A császár leánya (regény, Budapest, 1933)
- A kitagadott asszony (regény, Budapest, 1934)
- Ürmös (versek, Budapest, 1940)
- Fából-vaskarika (mesék, Budapest, 1940)
- Alexandriai Szent Katalin (regény, Budapest, 1943)
- A lélektani antropológia vázlata (Budapest, 1946)
- A negyedik Petőfi (London, 1972)
- A lélektan anthropológiai vizsgálata, különös tekintettel a számfogalom lelki fejlődésére (Budapest 1944 )